# Front del Pallars
El Front del Pallars fou un conjunt d'intensos i perllongats combats entre les tropes republicanes i els exèrcits franquistes. Es mantingué gairebé del tot estable durant vuit mesos, en què l'exèrcit republicà acabà sofrint una derrota més, especialment dolorosa tant per les baixes que suposà com per la manera com es desenvolupà. La població civil en sortí molt especialment perjudicada, ja que reberen personalment i en els seus béns (cases i camps) els efectes de tan intensos combats.

## Antecedents

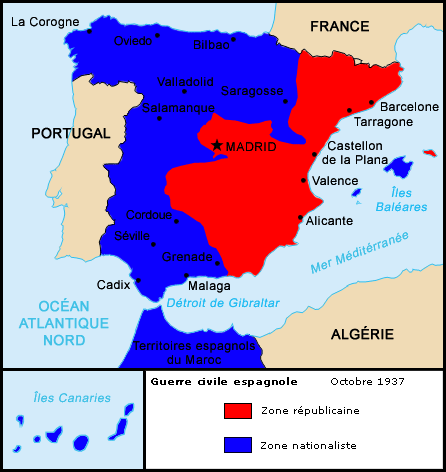
Els fronts abans l'octubre de 1938

A principis de 1938 l'Exèrcit Popular de la República s'havia esgotat en la batalla de Terol, una sèrie de cruents combats per la ciutat de Terol, que va ser definitivament presa pels feixistes el febrer.
L'ofensiva d'Aragó llençada per Franco el març de 1938, una de les operacions decisives de la guerra va trobar una feble resistència des del primer moment i va trencar la continuïtat de la zona controlada pel govern amb la presa de Vinaròs el 15 d'abril de 1938. Els feixistes havien conquerit Saragossa, Lleida i les centrals hidroelèctriques que abastien la indústria de guerra catalana. Aquesta situació va desmoralitzar els dirigents, tot demostrant la superioritat de l'exèrcit revoltat en una zona que els republicans consideraven secundària i que va accelerar el desenllaç de la guerra.

## Desenvolupament

### Abril
Com a resultat de la desfeta republicana al Front d'Aragó, les tropes insurrectes contra la Segona República Espanyola travessaren la Noguera Ribagorçana i avançaren ràpidament cap a la Noguera Pallaresa, que també travessaren sense gaires dificultats, apropiant-se de les centrals elèctriques ja existents a la zona i de les poblacions de Tremp, Talarn, Salàs de Pallars i la Pobla de Segur. L'única vila important que no caigué en mans dels sediciosos fou Isona, que va quedar, però, pràcticament en la línia de front.
El 6 d'abril del 1938 l'exèrcit franquista, procedent del Pont de Montanyana travessà el port de Montllobar i es va situar a la plana a l'entorn de Tremp. El dia 7 aquestes tropes entraven a la capital del Pallars Jussà, arribaren a la Pobla de Segur, ocupant la seva central elèctrica, i ocuparen la presa de Sant Antoni, per on van travessar la Noguera Pallaresa, establint el cap de pont a l'esquerra del riu.
Els dies següents els exèrcits insurrectes ocuparen la resta de la riba dreta de la Noguera Pallaresa, fins al Pas dels Terradets. El dia 9, des del cap de pont de la presa de Sant Antoni, avançaren a ocupar Vilamitjana, Suterranya, Figuerola d'Orcau, Aransís i Sant Serni. L'ofensiva continuà, i el 10 foren presos els pobles d'Orcau, Basturs, Sant Salvador de Toló, Sant Miquel de la Vall, Sant Martí de Barcedana i les muntanyes de Sant Corneli, la Serra de la Campaneta i el Mont de Conques.
Alhora, el Pallars Sobirà era pres en bloc, i l'avenç cap a la Vall d'Aran fou inevitable: el 20 d'abril l'ocupaven del tot, arribant als passos fronterers d'aquella vall. El general Sagardía va exercir en aquestes dues comarques una brutal acció repressiva, amb múltiples afusellaments i altres represàlies contra la població civil, pel sol fet de ser sospitosa de desafecció al Movimiento Nacional.
Els darrers dies d'abril quedava definitivament establert un front que havia de mantenir-se, amb les lògiques variacions dels combats constants que hi hagué, fins a les acaballes de l'any. El Front del Pallars tenia el seu límit meridional als Terradets, seguia pel Montsec fins a l'Hostal Roig i la Serra del Cucuc, continuava cap a la Serra de la Campaneta, travessava el riu de Conques a ponent de Conques, anava a buscar el Mont de Conques (aquesta va ser una de les zones que van canviar més vegades de mans, i la lluita hi va ser constant: vegeu Mare de Déu de les Esplugues), i reprenia cap a Orcau, la Muntanya de Sant Corneli, el Roc de Pessonada i Llania (al nord d'Hortoneda de la Conca on, deixant a llevant la Serra del Boumort començava una línia fins a la frontera francesa que deixava quasi tot el Pallars Sobirà en mans franquistes: Esplà, el Tossal de Sant Mauri, Bovet, Costa Negra, Pedres d'Auló, Biuse, el Baladredo, Serelles, Collada de la Bana, lo Calbo i Campirme. Només la Vall Ferrera en quedava fora.
El X Cos d'exèrcit republicà, amb lloc de comandància a la Seu d'Urgell, es desplegà per la zona de Sant Joan de l'Erm, defensant l'accés a l'Alt Urgell des del Pallars Sobirà. Per l'altre costat hi havia la 62 Divisió franquista. L'XI Cos d'exèrcit republicà, en canvi, es desplegà a la Conca Dellà. La seva comandància s'establí a Bóixols, i va quedar enfrontat a la 63a Divisió dels nacionals. Les tropes mores, com eren anomenades popularment, es distribuïren entre els dos Pallars, però sobretot en el Jussà.
En la major part d'aquesta zona la població civil va ser evacuada cap a pobles de la rereguarda, sobretot tenint en compte que el primer atac franquista va anar precedit d'un intens bombardeig, sobretot damunt d'Isona, que atemorí sobremanera la població de tota la Conca Dellà. L'exèrcit de la República, afeblit per la desfeta de l'Aragó i més feble militarment, resistí com pogué en un primer moment, i l'aturada de l'avenç dels insurrectes a finals d'abril li permeteren una certa reorganització.

### Maig
Un cop duta a terme una primera reorganització, el mes de maig del 1938 visqué la primera contraofensiva dels republicans. L'objectiu era fer retrocedir cap a l'Aragó els franquistes i així permetre enllaçar amb la 43a Divisió republicana, que havia quedat aïllada a les valls pirinenques de l'Aragó, principalment a Bielsa. Pel Pallars Sobirà (Sort i per la Noguera (la Baronia de Sant Oïsme, l'atac es produí la nit del 21 al 22 de maig. El 23, des de Conques, encara en mans republicanes, s'atacà Sant Corneli. Es prengueren els pobles de Basturs i Sant Romà d'Abella, i hi hagué un duríssim combat a la Costa Gran, al vessant nord-est de Sant Corneli. En un primer moment, l'atac constituí un èxit total, però l'endemà el Cos d'Exèrcit del Marroc, vingut des de Lleida reforçà les posicions franquistes (ja el dia anterior havien arribat i havien ocupat la vall al lloc on s'ajunten els rius de Conques i el d'Abella: la 150a Divisió ocupà els vessants de Sant Corneli, i la 151a se n'anà al sud, cap als Obacs de Llimiana, i la Serra de la Campaneta.
Entre el 26 i el 28 de maig, dia i nit, es combaté intensament a l'entorn del Mont de Conques. Com que les tropes republicanes sortien sobretot d'Abella de la Conca, Sant Romà d'Abella i Isona, aquestes poblacions van esdevenir objectiu preferent de l'artilleria dels insurrectes, molt més forta que no pas la republicana, que es limitava a una bateria instal·lada a Benavent de la Conca, amb abast sobre la zona de Sant Salvador de Toló, però no gaire més enllà.
Segons un estudi fet anys més tard pel que en aquells moments era tinent de l'exèrcit franquista José María Gárate Córdoba, les baixes d'aquests combats sobrepassaren les 2.000 a l'exèrcit nacional i els 6.000 al republicà a la zona de Tremp, i els 1.500 i 5.000, respectivament, a la de Sort. Malgrat l'èxit inicial, els combats del mes de maig, els més intensos de tot el Front del Pallars, només permeteren ampliar el territori dels republicans en 17 km². En canvi, el nombre de baixes fou molt alt, i la destrucció subsegüent, impressionant. La vila d'Isona, Conques, Sant Romà d'Abella, etcètera, hagueren de ser objecte d'un pla d'acció en acabar la guerra per dur a terme la reconstrucció quasi total de les poblacions. Encara avui dia és possible d'observar seqüeles d'aquells fets.

### Els mesos posteriors

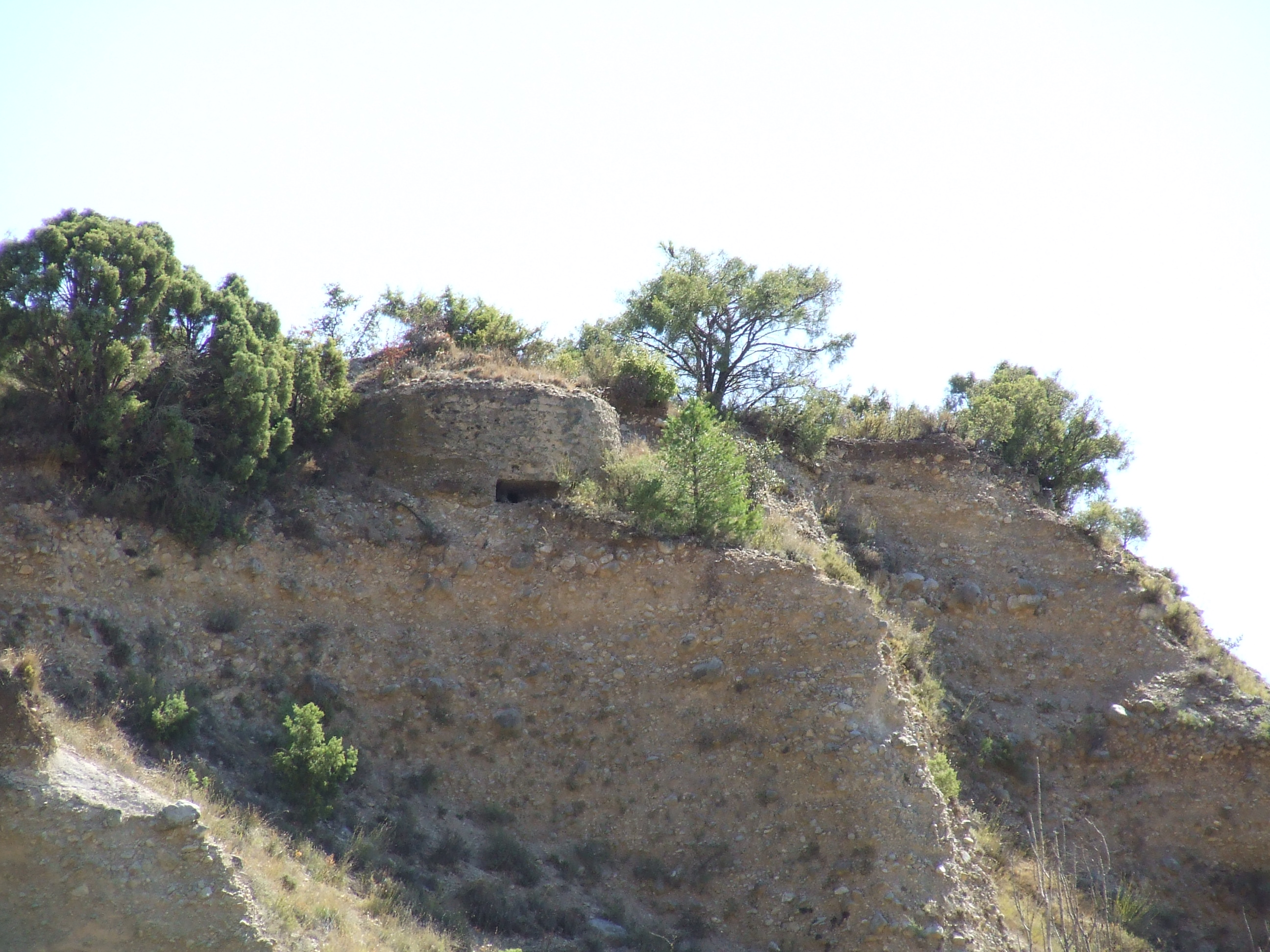
L'Obac de Planers i el seu búnquer, a Abella de la Conca

Al Pallars Jussà no hi hagué ja més combats de tanta intensitat. Sí, en canvi, al Sobirà, on havien anat a socórrer l'exèrcit republicà les 133a i 134a Brigades Mixtes, que atacaren el Baladredo, Serelles i Llavorsí, amb nombroses baixes (per la seva condició d'atacants). En aquests atacs, tan violents com els del maig a la Conca Dellà quedà del tot arrasada la població de Tírvia, i el nombre de morts en acció de guerra a les muntanyes fou molt elevat.
A la Conca Dellà els protagonistes dels mesos posteriors foren els constants bombardeigs, sobretot damunt d'Isona i Sant Romà d'Abella, així com sobre les vies de comunicació. L'exèrcit franquista construí alguns búnquers defensius, davant d'un possible contraatac republicà, que mai no es produí.

### El final del Front del Pallars
Els dies de Nadal del 1938 visqueren la caiguda del Pallars Jussà en mans franquistes. El Cos d'Exèrcit d'Urgell, sota les ordres del general Agustín Muñoz Grandes, atacà des de la Serra del Cucuc per Bonrepòs i la Serra de Comiols fins a arribar al Cap de la Serra, on hi ha el Coll de Comiols. Tallava així per la rereguarda les comunicacions dels republicans, que, tanmateix, encara resistiren quinze dies mantenint les posicions.
Finalment, la 63a Divisió, des de la Muntanya de Sant Corneli i el Roc de Pessonada baixà cap a la Conca Dellà. El 13è Batalló de Saragossa ocupava Isona el 23 de gener (altres pobles de l'entorn, com Covet ja havien estat ocupats les dues setmanes anteriors).

## Els exèrcits enfrontats

### Exèrcit Popular Republicà
Exèrcit de l'Est, comandat pel coronel José Perea Capulino.
- X Cos d'exèrcit, comandat pel tinent coronel Gregori Jover Cortès.

24a Divisió, brigades mixtes 19, 133 i 143
31a Divisió, brigades mixtes 62, 104 i 134
34a Divisió, brigades mixtes 68, 94 i 218
- XI Cos d'exèrcit, comandat pel tinent coronel Francisco Galán Rodríguez.

26a Divisió (Columna Durruti), brigades mixtes 119, 120 i 121
30a Divisió, brigades mixtes 131, 146 i, 153
32a Divisió, brigades mixtes 137, 141 i 142

### Exèrcit rebel
Cos d'exèrcit de Navarra, a les ordres del general José Solchaga Zala.
- 63a Divisió, comandada pel coronel Heliodoro Rolando de Tella y Cantos, que fou ascendit de seguida al grau de general. Fou la primera d'atacar.
- 62a Divisió, comandada pel general Antonio Sagardía Ramos. S'uní al cap de poc a l'anterior. La seva primera agrupació, comandada pel tinent coronel Clemente, estava formada pel 8è i el 9è batallons San Marcial i la 4a bandera de Falange de Burgos; la segona, estava comandada pel tinent coronel Feliu Sintes.
- 61a Divisió, comandada pel general Antonio García Navarro. Feu de suport de les dues anteriors. Estava formada per tres agrupacions. La primera, a les ordres del tinent coronel Quesada del Pino, integrava el Terç de Requetés de la unitat carlina Oriamendi, la 27a bandera de Falange de Navarra, la 16a bandera de la Legión i el 5è batalló d'Amèrica; la segona, a les ordres del tinent coronel Ruiz de la Cuesta, integrava el Terç de Requetés de la Virgen Blanca, el grup d'esquadrons de Numancia, el 3r batalló de San Marcial i la 14a bandera de la Legión; la tercera, a les ordres del tinent coronel César Álvarez Guerra, integrava el 21è batalló de Zamora, i la 1a, la 17a i la 18a banderes de la Legión.

Cos d'exèrcit del Marroc, a les ordres del general Juan Yagüe Blanco (el carnicero de Badajoz).
- 150a Divisió, comandada inicialment pel general Agustín Muñoz Grandes.
- 152a Divisió, comandada pel general Ricardo Rada Peral.

Cos d'Exèrcit d'Urgell, a les ordres del general Muñoz Grandes.
- 13è Batalló de Saragossa.

## Conseqüències
L'escenari de totes aquestes lluites havia quedat desert i devastat. La població civil, refugiada fora de la comarca o en els petits pobles de muntanya com Abella de la Conca, Siall, Biscarri, Llordà, etcètera, començà a tornar als seus pobles nadius a principis del 1939, però es troben amb una gran quantitat de cases destruïdes o inhabitables pels importants estralls que havien sofert. A llocs com Conques, per posar només un exemple, encara es pot veure el resultat d'estar enmig del lloc dels combats més intensos.
A més, cal tenir en compte que els soldats, d'un i altre bàndol, que vivien en barraques i cabanes construïdes al lloc on havien de mantenir les posicions, arrambaven amb el que els calia de les cases abandonades de llocs com Isona o Orcau (una per cada bàndol) per tal de fer la seva estada més còmoda; així, quan la població civil retornà a casa seva es trobà que gairebé sempre, si la casa s'havia mantingut dempeus, estava devastada interiorment: portes i finestres desaparegudes, i en molts casos, fins i tot les bigues...
Els camps estaven plens de trinxeres, esteses de filferro, metralla i obusos i tota mena de bombes, algunes sense esclatar.
A d'altres (principalment Isona i Tírvia), s'aplicà el pla franquista de Regiones devastadas i es dugué a terme un pla de reconstrucció que, en molts casos, serví més d'exercici propagandístic del nou règim establert que no pas de pla realment útil per a la població civil, tan delmada per la guerra. En efecte, el 16 de desembre del 1939 el diari La Mañana, de Lleida deia el següent: Borjas Blancas, Isona y Tirvia han sido adoptadas por el Caudillo a los efectos de la reconstrucción.
El cens elaborat per a aquest pla de reconstrucció franquista dona els detalls següents, per als sis municipis que el 1970 s'integrarien en el nou municipi d'Isona i Conca Dellà:
- Benavent de Tremp: 4 cases totalment destruïdes; 21, parcialment (d'un total de 105).
- Conques: 4 cases en runes; 95 amb diversos danys (d'un total de 235). Cal destacar que en aquest poble, en el moment de fer el cens, els veïns ja havien reparat molts danys.
- Figuerola d'Orcau: 3 cases en runes; 32 que havien sofert danys (no consten de quantes, en total). Els veïns també havien anat reparant els danys principals.
- Isona: se'n va fer un informe especial, atesa la importància que es va donar a la seva reconstrucció. Un 75% de les edificacions de la vila eren en ruïnes, o tan malmeses, que havien de ser enderrocades i refetes de bell nou.
- Orcau: 3 cases del tot destruïdes; 94, amb danys (de 123, en total). Els veïns ja havien començat a actuar pel seu compte.
- Sant Romà d'Abella: 158 edificis parcialment destruïts (alguns quadres i corrals), entre ells l'escola.

La reconstrucció s'inicià un any i mig després d'acabar la guerra, l'agost del 1940 i es perllongà fins al 1957, amb nombrosos interrupcions -alguna d'un any sencer- enmig.
Comptabilitzats, amb gran dificultat, el nombre de morts dels dos Pallars (accions de guerra, bombardeigs, afusellaments...), la xifra s'eleva a 577 víctimes segures, a part dels desapareguts. La major part, a més, homes, cosa que perjudicà directament la reconstrucció de l'economia de les famílies i dels pobles en acabar la guerra.

## Llistat de llocs amb restes dels combats

### Pobles amb senyals visibles dels combats
- Benavent de la Conca
- Conques
- Figuerola d'Orcau
- Isona
- Els Obacs de Llimiana
- Orcau
- Sant Romà d'Abella

### Llocs amb restes de búnquers, nius de metralladores i trinxeres

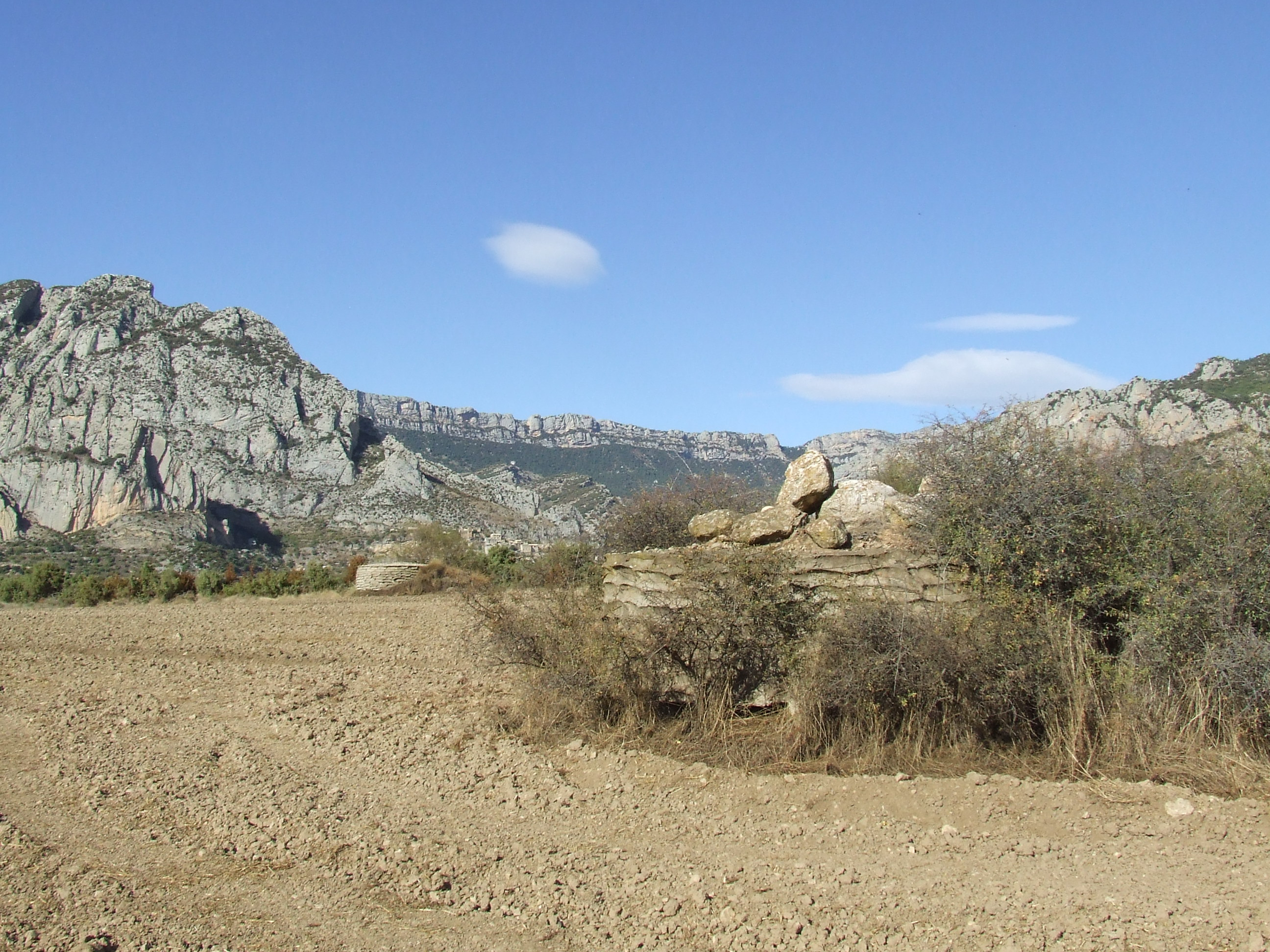
Els búnquers del Cap del Pla, a Abella de la Conca

- Mare de Déu de Bonrepòs
- L'Hostal Roig
- Mont de Conques
- Voltants de Figuerola d'Orcau
- Muntanya de Sant Corneli
- Serra de la Campaneta
- Serra del Cucuc
- El Mas de Vilanova.
- Abella de la Conca